# Ómicron1 Orionis
Ómicron1 Orionis (ο1 Ori / ο Ori / 4 Orionis) es una estrella variable de magnitud aparente media +4,75 situada en la constelación de Orión.
Su distancia al sistema solar no es bien conocida; un estudio la sitúa a 158 pársecs (515 años luz), mientras que otro establece una distancia de 650 años luz.
Al igual que R Leonis o R Coronae Borealis, forma parta del «Grupo de Wolf 630», conjunto de estrellas con el mismo movimiento propio a través del espacio.

## Características físicas
Ómicron1 Orionis es una gigante roja de tipo espectral M3.2IIIaS con una temperatura efectiva de 3450 K.
Es una «estrella MS» que muestra características tanto de una estrella M como de una estrella S.
Su luminosidad bolométrica —considerando todas las longitudes de onda— es 7050 veces superior a la luminosidad solar.
La medida indirecta de su diámetro angular, 7,1 milisegundos de arco, permite estimar su diámetro real de forma aproximada —dada la incertidumbre en la distancia a la que se encuentra— en unos 150 radios solares.
Tampoco se conoce su masa, pero se ha estimado que puede ser doble de la del Sol.

## Composición química
Ómicron1 Orionis tiene un contenido metálico inferior al solar, siendo su índice de metalicidad [Fe/H] = -0,15.
Su peculiar clasificación estelar se debe a los cambios químicos que tienen lugar en la superficie estelar como consecuencia de los procesos nucleares internos, en donde elementos recién formados son arrastrados hacia arriba por convección.
El alto nivel de carbono es el resultado de la fusión del helio, mientras que elementos como zirconio e itrio son creados por captura neutrónica.
Ómicron1 Orionis es, además, una estrella de tecnecio.
Este elemento no tiene ningún isótopo estable y no existe de forma natural ni en la Tierra ni en Sol.
Pese a ello, el espectro de  Omicron1 Orionis revela la presencia del isótopo tecnecio-99, cuya vida media es de sólo dos millones de años, mucho menor que la edad de la estrella.

## Variabilidad
Ómicron1 Orionis está considerada una variable semirregular SRB —tipo de variables tipificadas por RR Coronae Borealis— con una amplitud en su variación de 0,3 magnitudes. Se conocen tres períodos de 36, 52,6 y 74,1 días.